# Hungry Jack's
Hungry Jack's es una cadena de restaurantes de comida rápida, que opera como franquicia de Burger King en Australia. Desde su primera apertura en Perth en 1971,  cuenta con más de 390 locales en todo el país.
Los menús de Hungry Jack's son similares a los de la multinacional estadounidense, con productos como el Whopper y el Tender Crisp. Sin embargo, la franquicia australiana cuenta con menús propios y una imagen corporativa diferenciada, que adapta el antiguo logotipo de Burger King.

## Historia
Cuando Burger King inició su expansión a Australia, descubrió que no podía utilizar su marca porque ya había sido registrada por un restaurante de Adelaida. Por ello, la empresa dio al propietario de las franquicias australianas, Jack Cowin, una lista de nombres alternativos que podían usar como marca provisional hasta que recuperasen la original. Cowin eligió «Hungry Jack», denominación que en Estados Unidos utilizaba Pillsbury para una marca de tortitas, a la que añadió un genitivo sajón para darle un toque propio. El 18 de abril de 1971 abrió el primer restaurante de la cadena en Perth, Australia Occidental.
La colaboración se mantuvo sin problemas hasta 1996, cuando expiraron los derechos sobre la marca Burger King. La multinacional quiso renombrar así todos los Hungry Jack's, pero la negativa de los franquiciadores australianos provocó un litigio. Durante cinco años Burger King llegó incluso a competir frente a Hungry Jack's con restaurantes propios en Nueva Gales del Sur, Victoria y Canberra. 
En 2001 la justicia australiana falló a favor de Hungry Jack's, al considerar que el grupo estadounidense había violado los términos del contrato de franquicia y ejercido competencia desleal. Dos años después, la nueva dirección de Burger King alcanzó un acuerdo con Hungry Jack's, por el que todos los locales del grupo estadounidense pasarían a manos de la franquicia australiana.